# Песьяне (Леб'яжівський округ)
Песья́не (рос. Песьяное) — присілок у складі Леб'яжівського округу Курганської області, Росія.
Населення — 347 осіб (2010, 408 у 2002).